# 치셰위안

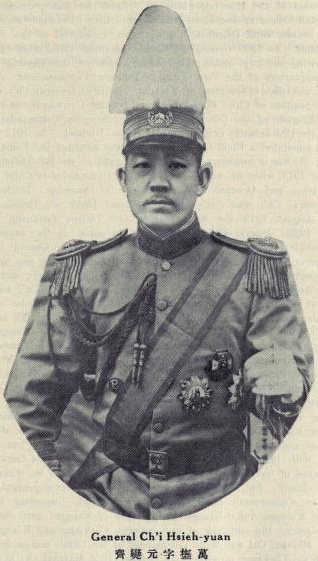
치셰위안

치셰위안(중국어 정체자: 齊燮元, 간체자: 齐燮元, 병음: Qí Xièyuán, 한자음: 제섭원, 1879년 4월 28일~1946년 12월 18일)은 중국의 군벌이자 정치인이다. 직계 군벌의 일원으로 중화민국 대륙 지배기 당시 장쑤성 독군을 맡으며 세력을 유지했으나 1924년 강절전쟁으로 몰락했다.
이후 일본 제국의 화북분리공작으로 한간이 되어 1937년 친일 괴뢰 정부인 중화민국 임시정부의 설립에 기여했으며, 1940년 왕징웨이 정권이 수립된 후 정권의 요직을 지내다가 중일 전쟁 이후 국민당에게 체포된 후 총살되었다.